# Gregor Wroblewski
Gregor Wròblewski, född 1952, är en konstnär, grundare av Tensta Konsthall och mångårig projektledare och fältassistent i stadsdelen Tensta i västra Stockholm. 
Wroblewski är representerad i Moderna museets samlingar och var ledamot av Moderna museets styrelse under åren 1999-2005.